# الفساد السياسي في الوطن العربي
تُعاني معظم الدول العربية من فساد سياسي تنفذه طبقة الساسة، والحكام، وقادة الأحزاب، وأعضاء الحكومة (النخب الحاكمة)، حين يقومون بالتواطؤ باستغلال النفوذ السياسي لتوجيه القرارات، والسياسات، والتشريعات؛ لتحقيق مصالح خاصة بهذه الطبقة، أو أحد أطرافها أو الموالين لها، والإثراء غير المشروع من السلطة، أو الحصول على أموال غير قانونية لزيادة النفوذ المالي، والاجتماعي، أو لتمويل حملاتهم الانتخابية وغيرها من الممارسات التي تتجاوز الشفافية.

## نظرة عامّة
عادةً ما يُعتمد على منظمة الشفافية الدولية في قياسِ درجات الفساد في مُختلف دول العالم وتمنحُ المنظمة كلّ دولة درجة تتراوح بين 0 للأكثر فساداً و100 للأكثر نزاهةً. يعتمد مؤشر مدركات الفساد على جملة من المقاييس والمعايير تَعكس مدى ديمقراطية البلد، وشفافية المعاملات الإدارية والمالية به، وكذلك مدى تشجيع الدول للتنافسية ومناخ الاستثمار ومحاربة الفساد. جديرٌ بالذكر هنا أنّ مؤشر مدركات الفساد يُصدر سنويًا من قِبل المنظمة إلى أنّ النتائج لا تتغيّر كثيرًا إلّا في حالات قليلة.
على المستوى العربي؛ تتباينُ النتائج بينَ كل دولة وأخرى ففحين تحتّل بعض البلدان مراكز متوسطة على غِرار دولة الإمارات التي تحتلّ المركز الأول عربيًا والثالث والعشرين عالميًا إلى جانبِ قطر التي تحتلّ بدورها المركز الثاني عربيًا والثالث والثلاثين عالميًا تقبعُ دول أخرى في ذيل القائمة عربيًا وعالميًا مثلَ سوريا، اليمن، ليبيا والعراق.
يُعاني العالم العربي من استمرار تحديات الفساد السياسي المستشري، حيث أظهر تقرير منظمة الشفافية الدولية لعام 2024 أن متوسط درجات الفساد في منطقة الشرق الأوسط وشمال أفريقيا انخفض إلى 38 نقطة، مع تسجيل 80% من الدول العربية درجات أقل من 50 نقطة.

## موريتانيا
حسب إحصائيات عام 2018 فقد حلّت موريتانيا في المرتبة 143 عالميًا في مؤشر مدركات الفساد بعدما حصلت على 28 نقطة من أصل 100 وصُنّف البلد ضمنَ قائمة دول أخرى تشهدُ حروبًا ونزاعات مثلَ سوريا وليبيا واليمن كما احتلّ المركز ما قبلَ الأخير مغاربيًا.
بشكلٍ عام وحسب ما جاء به الخبراء وما ضمّته عشرات التقارير من هذا النوع فقد شهدت موريتانيا ارتفاعًا كبيرًا في نسبة الفساد المستشري في شتى القطاعات بما في ذلك قطاع القضاء الذي يقفُ كعقبة كبيرة في وجه تطوير الأعمال في موريتانيا بسبب ما يشهدهُ من رشاوي تؤثر بشكلٍ مباشر على الأحكام القضائية الصادرة عن المحاكم فضلًا عن فشلِ هذا القطاع في فك النزاعات بعيدًا عن التدخلات الحكومية ما يضعُ مصداقيته واستقلاليتهُ على المحك. نفس الأمر بالنسبة لقطاع الشرطة والذي يُعدّ أحد أهم القطاعات في البلد ويشهدُ هذا المجال تفشٍ للرشوة في نواكشوط وفي نقاط العبور القريبة منها فضلًا عن مشكلة الإفلات من العقاب وذلك بسبب عدم استقلالية القضاء الذي نادرًا ما يحقق في قضايا فساد ضباط الشرطة.

## تونس
يُقدر أن تونس فقدت أكثر من 1 مليار دولار أمريكي سنويا في الفترة ما بين 2000 و2008 وذلك بسبب الفساد والرشوة والعمولات التجارية الغير الشرعية ثم الأنشطة الإجرامية.
وضع المجلس الوطني التأسيسي مبادرة مكافحة الفساد في ديسمبر 2012 والتي تهدف إلى إنشاء نظام النزاهة الوطني قصد تعزيز السياسة الوطنية المستقلة لمكافحة الفساد في السلطة، وتعزيز مشاركة المجتمع المدني في الوقاية من الفساد. ومع ذلك، فإن المجهودات الذي تبذلها الحكومة لا تزال تُعتبر محدودة، حيث أن الفساد لا يزال يشكل مشكلة خطيرة إلا أنها أقل انتشارا بالمقارنة مع البلدان المجاورة على غرار المغرب.
يلعب الوسطاء دور مهم جدا في ممارسة الأعمال التجارية في تونس والعديد من المستثمرين يعتبرون أن وجود اتصالات عند التعاون في العمل من أجل التغلب على العقبات الإدارية قصد الاستثمار والمشتريات العامة أمر بالغ الأهمية، بذلك فإن الشركات المملوكة للدولة أو الجماعات الخاصة المملوكة من قبل العوائل تتمتع بمكانة متميزة، هذا مع تسهيل الوصول إلى التمويل.

## مصر
تشير عدة تقارير محلية ودولية وحكومية على انتشار الفساد في عدة هيئات ومصالح حكومية في مصر، كما يظهر ترتيب مصر متأخرا على مؤشر الفساد والذي تصدره منظمة الشفافية الدولية، ففي 26 سبتمبر 2009 جاء ترتيب مصر 115 على مستوى 180 دولة في العالم متراجعا عن عام 2007 والذي كان 105 وعام 2006 والذي كان 70، كما تورط عدة وزراء في عمليات فساد كبيرة مثل وزير الإسكان الأسبق محمد إبراهيم سليمان وعدة مسئولين حكوميين في الدولة، كما تحذر منظمات دولية ودول من انتشار الفساد في مؤسسات الدولة مثل تقرير وزارة التجارة الأمريكية الذي يحذر الشركات ورجال الأعمال الراغبين في الاستثمار في مصر من انتشار الفساد في الحكومة المصرية. كما تتهم المعارضة وعدة منظمات أهلية ودولية الحكومة المصرية بتزوير الانتخابات وتطالبها بتوفير إشراف قضائي كامل ومراقبين دوليين على الانتخابات
- 1 مارس 2010: الأغلبية تُسقط 3 استجوابات تتهم الحكومة بالفساد وإهدار 80 مليار جنيه في «أبو طرطور والغزل والكهرباء».[13][14]

## الأردن
حل الأردن في المرتبة الرابعة عربيا و 63 عالميا من بين 180 دولة على مؤشر مدركات الفساد العالمي لعام 2023، الصادر عن منظمة الشفافية الدولية.  و بالرغم من ذلك فأن قضايا الفساد الداخلية في الأردن تنتهي قبل وصولها للعوام و منها ما يتم الاعلان عنه مثل قضية فساد الكردي. من ناحية اخرى يعد اقتصاد الاردن ضعيف الموارد و بالرغم من ذلك فقد تمت خصخصة جميع المقدرات الوطنية الاردنية مثل: شركة الكهرباء و سلطة المياه و الاتصالات الاردنية و الملكية الاردنية للطيران و شركة مناجم الفوسفات الاردنية و شركة البوتاس العربية  مما اضعف الموارد الحكومية وزاد من العبء الضريبي على المواطنين معززاً  نضوج بيئة فساد ضحلة طاردة للاستثمارات الخارجية. 

## العراق
يعتبر العراق من أعلى الدول في معدلات الفساد الإداري والمالي، وهو موجود بشكل ملحوظ في عدة مرافق إدارية في العراق، من القضاء، والوزارات الأمنية والخدمية، ويعتبر السياسيين الكبار في العراق الأوائل من ألذين تحاصرهم تهم الفساد، وبسبب ذلك يعتبر العراق مع عدة دول مثل أفغانستان والصومال واليمن والسودان وليبيا من أكثر الدول في معدلات الفساد حسب إحصاء باروميتر للفساد.

## اليمن
الفساد في اليمن غير مُعَرَّف في قانون العقوبات والجرائم والدستور اليمني، ولكن كعديد من الدول لديها النظام الذي وضع الإطار القانوني والمؤسسي لتجريم ومنع الفساد. احتلت اليمن المرتبة 161 من 175 في قائمة منظمة الشفافية الدولية لعام 2014. منذ مايو 1990، اتخذت عدة خطوات لبناء نظام قانوني وقضائي موحد والقضاء على نظم القديمة في أجزاء سابقة من اليمن. وقد صدرت العديد من القوانين واللوائح ل تعزيز سيادة القانون، والخدمة العامة والإدارة، ونظام العدالة الجنائية وإنشاء قاعدة للإطار القانوني الذي يساعد المؤسسات للحد من الفساد ولكن النتيجة على الأرض كانت مخيبة للآمال. الفساد في اليمن ظاهرة مؤسسية وثقافية كذلك، القوانين الرسمية في اليمن تُتجاهل غالبا لصالح «قوانين» غير سمية مثل العرف القبلي الذي يصفه الدستور نفسه بأنه أحد مرجعيات القانون إلى جانب شريعة المسلمين. على سبيل المثال، إذا كان الموظف المتهم بالفساد لديه دعم قبلي، تتدخل القبيلة وتحل المشكلة عن طريق القانون القبلي أو العادات. وعلاوة على ذلك، فإن العديد من قضايا الفساد تنتهي في المراحل الأولى من التحقيقات أو أثناء فترة النيابة عن طريق التصالح مع الشيخ القبلي الذي يتدخل لحل المشكلة أو القضية خارج القانون.